# グレンコー (競走馬)
グレンコー（Glencoe、1831年 - 1857年）は、イギリスの競走馬である。1834年に2000ギニーを制したほか、翌年アスコットゴールドカップに勝った。種牡馬としてはすぐにアメリカに輸出されたが、輸出先で大成功を収め8年間種牡馬チャンピオンを獲得した。イギリスに残した産駒、ポカホンタスは名繁殖牝馬として有名である。名前はスコットランドの有名な谷から。
セカンドリドルズワースステークス、デザートステークスに勝ち、デビュー以来の3連勝で2000ギニーを制覇した。同世代にはほかにプレニポテンシャリーやタッチストンらがおり、レベルの高い世代として知られている。エプソムダービーではそのプレニポテンシャリーの3着に敗れている。この年はほかにグッドウッドカップなどに勝った。
翌年は当時古馬の最高峰であったアスコットゴールドカップに勝ち、その翌年引退した。
引退後は種牡馬入りしたがわずか1年間の供用のみでアメリカに輸出された。この1年間の供用で非常に成功した繁殖牝馬であるポカホンタスを出した。ポカホンタスの子にはストックウェル、ラタプラン、キングトムの3頭の大種牡馬がおり現在への影響も強い。ポカホンタスのほかにも、アメリカでも残した牝駒がレキシントンとの交配で活躍馬を多数輩出し、チョーサーらと並びサラブレッド史上に残る名ブルードメアサイアーだったといえる。
一方直仔の活躍馬としてはプライヤーが挙げられる。そのほかにも活躍馬を輩出し、計8回のアメリカ種牡馬チャンピオンを獲得した。これはアメリカにおいてボールドルーラーと並ぶ歴代2位の記録である。メールラインもヴァンダルを通じて一時アメリカで大きく繁栄したが、20世紀にはいると勢力を失ってしまい、現在ではほぼ滅びている。

## 主な産駒
- ヴァンダル (Vandal) - 後継種牡馬
- プライヤー (Pryor)
- ポカホンタス (Pocahontas) - 大繁殖牝馬
- リール (Reel) - 米成功繁殖牝馬

## 血統表
| グレンコーの血統（ウッドペッカー系（ヘロド系） / Highflyer5.5×5.5、Eclipse5.5×5.5=12.50%、Mercury 4x5=9.38% Herod5.5×5=9.38%） | グレンコーの血統（ウッドペッカー系（ヘロド系） / Highflyer5.5×5.5、Eclipse5.5×5.5=12.50%、Mercury 4x5=9.38% Herod5.5×5=9.38%） | グレンコーの血統（ウッドペッカー系（ヘロド系） / Highflyer5.5×5.5、Eclipse5.5×5.5=12.50%、Mercury 4x5=9.38% Herod5.5×5=9.38%） | （血統表の出典）  | （血統表の出典） |
| 父 Sultan 1816 鹿毛 | 父の父Selim 1802 | Buzzard | Woodpecker        | Woodpecker       |
| 父 Sultan 1816 鹿毛 | 父の父Selim 1802 | Buzzard | Misfortune        |                  |
| 父 Sultan 1816 鹿毛 | 父の父Selim 1802 | Alexander Mare | Alexander         | Alexander        |
| 父 Sultan 1816 鹿毛 | 父の父Selim 1802 | Alexander Mare | Highflyer Mare    |                  |
| 父 Sultan 1816 鹿毛 | 父の母Bacchante 1809 | Williamson's Ditto | Sir Peter Teazle  | Sir Peter Teazle |
| 父 Sultan 1816 鹿毛 | 父の母Bacchante 1809 | Williamson's Ditto | Arethusa          |                  |
| 父 Sultan 1816 鹿毛 | 父の母Bacchante 1809 | Mercury Mare | Mercury           | Mercury          |
| 父 Sultan 1816 鹿毛 | 父の母Bacchante 1809 | Mercury Mare | Herod Mare        |                  |
| 母 Trampoline 1825 F-No.1-t | 母の父Tramp 1810 | Dick Andrews | Joe Andrews       | Joe Andrews      |
| 母 Trampoline 1825 F-No.1-t | 母の父Tramp 1810 | Dick Andrews | Highflyer Mare    |                  |
| 母 Trampoline 1825 F-No.1-t | 母の父Tramp 1810 | Gohanna Mare | Gohanna           | Gohanna          |
| 母 Trampoline 1825 F-No.1-t | 母の父Tramp 1810 | Gohanna Mare | Fraxinella        |                  |
| 母 Trampoline 1825 F-No.1-t | 母の母Web 1808 鹿毛 F-No.1-s                                                                                                   | Waxy | Potoooooooo       | Potoooooooo      |
| 母 Trampoline 1825 F-No.1-t | 母の母Web 1808 鹿毛 F-No.1-s                                                                                                   | Waxy | Maria             |                  |
| 母 Trampoline 1825 F-No.1-t | 母の母Web 1808 鹿毛 F-No.1-s                                                                                                   | Penelope | Trumpator         | Trumpator        |
| 母 Trampoline 1825 F-No.1-t | 母の母Web 1808 鹿毛 F-No.1-s                                                                                                   | Penelope | Prunella F-No.1-o |                  |